# Anthony Rother
Anthony Rother (Frankfurt, 29. travnja 1972.) njemački je electro producent 

## Životopis
Anthony je Rother rođen 29. travnja 1972. godine u Frankfurtu. Rotherova je glazba uglavnom futurističke tematike i govori o utjecaju i posljedicama tehnološkog napretka, vezi stroja i čovjeka te ulozi računala u modernom društvu. Na svojim electro albumima ("Sex With the Machines", "Simulationszeitalter", "Hacker") egzistira uglavnom hladan i melankoličan robotički zvuk s repetitivnim ritmom i učestalom upotrebom vokodera. 
Osim produkcije electro glazbe i upliva u dark ambient vode albumima "Elixir of Life" i "Art Is a Technology", Rother je uspješno surađivao sa Sven Väthom i DJ Hellom a vodi i vlastite etikete Datapunk i PSI49NET.
Trenutačno (2010.) ima svoj studio u Offenbachu na Majni.

## Diskografija
Rother je neke albume izdao pod pseudonimima Family Lounge, Little Computer People, Lord Sheper i Psi Performer.
- 1997. Sex With The Machines
- 2000. Simulationszeitalter
- 2001. Electro Pop (kao Little Computer People)
- 2001. Art is a Division of Pain (kao PSI Performer)
- 2002. Hacker
- 2003. Elixir Of Life
- 2003. Live Is Life Is Love
- 2004. Magic Diner
- 2004. Popkiller
- 2005. Art Is A Technology
- 2006. This is Electro – Works 1997–2005
- 2006. Super Space Model
- 2007. Anthony Rother presents We are Punks
- 2008. Anthony Rother presents We are Punks 2
- 2008. My name is Beuys von Telekraft
- 2008. Anthony Rother presents We are Punks 3
- 2009. Dance
- 2010. Popkiller II

## Kolektivi u kojima djeluje
- Datapunk Rockstars
- Netzwerk Europa
- Netzwerk Florida
- Netzwerk Frankfurt
- Notsignal
- Sodiac
- T.F.D. Crew

## Vanjske poveznice
- Datapunk  Arhivirana inačica izvorne stranice od 11. studenoga 2009. (Wayback Machine)
- PSI49NET, Rotherov prvi label
- Myspace.com: Anthony Rother
- Anthony Rother @ Last.fm